# 山本大介 (ゲームクリエイター)
山本 大介（やまもと だいすけ、1978年12月16日 - ）は、日本のゲームクリエイター。ガンホー・オンライン・エンターテイメント所属。代表作は『パズル&ドラゴンズ』。通称は「山本P」、「ダイケ」など。

## 来歴
富山県高岡市出身。小学生の頃はファミリーコンピュータ、中学、高校ではストリートファイターIIなど格闘ゲームにハマる。小学校高学年で担任教師の影響で理科が好きになり、薬の研究をする夢を持つ。だが1996年、数学が苦手で大学受験に失敗し、進路を模索してブラブラしているとゲームへの熱意を思い出し、ゲーム業界に入ることを決意した。
2001年にブレインドックという小さな会社に企画アシスタントとして在籍し、企画作りの基礎を学ぶ。同年7月にハドソンに入社。ハドソンではエレメンタルモンスターTDの企画に携わり、プロデューサーとして『ミロンのほしぞらしゃぼん パズル組曲』、『エレメンタルモンスター 〜五柱神の謎〜』の企画を行った。
2011年7月にハドソンを退社し、ガンホーに移籍した。ガンホーでは入社して1週間後から、後の大ヒット作になる『パズル&ドラゴンズ』（パズドラ）を企画段階から手がけた。2018年から2020年まではパズドラに加え、『クロノマギア』のプロデュースを並行して行っていた。

## 作品

### プロデュース作品
- エレメンタルモンスター 〜五柱神の謎〜
- ミロンのほしぞらしゃぼん パズル組曲
- パズル&ドラゴンズ
- クロノマギア